# Williamsville (Nova York)
Williamsville és una població dels Estats Units a l'estat de Nova York. Segons el cens del 2000 tenia 5.573 habitants.

## Demografia
Segons el cens del 2000, Williamsville tenia 5.573 habitants, 2.534 habitatges, i 1.337 famílies. La densitat de població era de 1.721,4 habitants per km².
Dels 2.534 habitatges en un 22,6% hi vivien nens de menys de 18 anys, en un 42,1% hi vivien parelles casades, en un 8,9% dones solteres, i en un 47,2% no eren unitats familiars. En el 42,3% dels habitatges hi vivien persones soles el 21,7% de les quals corresponia a persones de 65 anys o més que vivien soles. El nombre mitjà de persones vivint en cada habitatge era de 2,11 i el nombre mitjà de persones que vivien en cada família era de 2,93.
Per edats la població es repartia de la següent manera: un 19,4% tenia menys de 18 anys, un 5,2% entre 18 i 24, un 26,6% entre 25 i 44, un 22,9% de 45 a 60 i un 25,8% 65 anys o més.
L'edat mediana era de 44 anys. Per cada 100 dones de 18 o més anys hi havia 71,3 homes.
La renda mediana per habitatge era de 47.557 $ i la renda mediana per família de 65.300 $. Els homes tenien una renda mediana de 43.500 $ mentre que les dones 32.172 $. La renda per capita de la població era de 27.177 $. Entorn del 2,5% de les famílies i el 4,5% de la població estaven per davall del llindar de pobresa.